# ایالت بورگوندی
ایالت بورگوندی (فرانسوی: État bourguignon‎ ; هلندی: Bourgondische Rijk) مفهومی است که توسط مورخان ابداع شده‌است تا مجموعه وسیعی از سرزمین‌ها را توصیف کند که از آن به عنوان والوآ-بورگوندی نیز یاد می‌شود.
این ایالت در اواخر قرون وسطی تحت حکومت دوک‌های بورگوندی از خاندان والوآ-بورگوندی فرانسوی بود که از دودمان پادشاهی فرانسه والوآ منشعب شد و از هر دو تیول فرانسوی و امپراتوری (دوک‌نشین و کنت‌نشین بورگونی و هلند بورگوندی) تشکیل شد. ایجاد این ایالت سرزمینی ناشی از تلاش‌های «دوک‌های بورگوندی» بود و تا از دست دادن خودِ دوک‌نشین بورگونیه دوام آورد. به این ترتیب، نباید با آن تیول یگانه یعنی دوک‌نشین بورگونی اشتباه گرفته شود.
این کشور به عنوان یکی از قدرت‌های بزرگ اروپا در قرن ۱۵ و اوایل قرن ۱۶ در نظر گرفته می‌شود. دوک‌های بورگوندی از ثروتمندترین و قدرتمندترین شاهزادگان اروپا بودند و گاهی اوقات آنها را «دوک‌های بزرگ غرب» می‌نامیدند. ایالت بورگوندی و از جمله مناطق پر رونق آن یعنی فلاندر و برابانت، مرکز عمده تجارت و بازرگانی و نقطه کانونی فرهنگ درباری بود که مُد را برای خاندان‌های سلطنتی اروپایی و دربار آنها تعیین می‌کرد. این ایالت تقریباً به یک پادشاهی مستقل تبدیل شد، اما مرگ زودهنگام شارل جسور در نبرد نانسی به رؤیای لوتارینگی او پایان داد و میراث او از طریق ازدواج دخترش ماری با ماکسیمیلیان یکم، امپراتور مقدس روم به خاندان هابسبورگ اتریش رسید. در همین حال پیکاردی و دوک‌نشین بورگونیه توسط لوئی یازدهم، پادشاه فرانسه فتح شدند.
تقسیم میراث بورگوندی آغاز رقابت چند قرنی فرانسه و هابسبورگ بود و مدت‌ها پس از اینکه بورگوندی نقش خود را به عنوان یک هویت سیاسی مستقل از دست داد، نقشی محوری در سیاست اروپا ایفا کرد. با کناره‌گیری امپراتور کارل پنجم در سال ۱۵۵۵، هلند بورگوندی به پسرش فلیپه دوم و شاخه اسپانیایی هابسبورگ رسید. در طول شورش هلند (جنگ هشتادساله) (۱۵۶۸–۱۶۴۸)، هفت استان شمالی کشورهای سفلی استقلال خود را از حکومت اسپانیا به دست آوردند و جمهوری هلند (هلند کنونی) را تشکیل دادند. اما استان‌های جنوبی تا قرن هفدهم تحت سلطه اسپانیا باقی ماندند و به هلند اسپانیا و سپس هلند اتریش (تقریباً حدود بلژیک، لوکزامبورگ و شمال او-دو-فرانس امروزی) معروف شدند.